# Antônio José de Magalhães
Antônio José de Magalhães, primeiro e único Barão de Goitacazes (m. 12 de agosto de 1896) foi um nobre brasileiro. Foi agraciado barão em 17 de dezembro de 1881. Casou com Emília Luísa de Magalhães.